# Josip Zovko
Pour les articles homonymes, voir Zovko.
 (juin 2019).
 (juin 2019).
Josip Zovko (né le 4 juin 1970 à Split, Croatie et mort le 3 avril 2019 à Grudsko Vrilo en Bosnie-Herzégovine,) est un acteur de cinéma, de télévision et de théâtre et réalisateur croate.

## Biographie
Josip Zovko est originaire de Berinovec, dans la municipalité de Lokvičići, dans la banlieue d'Imotski. Il a joué de nombreux rôles au Théâtre national croate à Split. Il est mort dans un accident de voiture à Grudski Vril en Bosnie-Herzégovine.

## Filmographie

### Télévision
- Bitange et Princesses : Peraica (2008)
- Les Nôtres et les Vôtres : Jozo (2001-2002)

### Cinéma
- Bella Biondina : partisan 2011.
- Je crois aux anges : Roko 2009.
- La plus grande erreur d'Albert Einstein : étranger 2006.
- Trešeta : le bel Um 2006.
- Désolé pour le kung-fu : ćaćo 2004.
- Dernière volonté : serveur à bord 2001.
- Holding : Tein Brother 2001.
- Ante rentre chez lui : Kole 2001.
- Je serais un requin : 1999.
- Marque de Mali libar d'Uvodić Splićanin, 1997[4].

## Clip vidéo
- Tama gdje je dom (Où est la maison)[5]